# Le Mesnilbus
Le Mesnilbus era una comuna francesa que estaba situada en el departamento de Mancha, de la región de Normandía que el 1 de enero de 2019 pasó a formar parte de la comuna nueva de Saint-Sauveur-Villages como comuna delegada.

## Historia
Fue creada en 1823 por segregación de terrenos pertenecientes a la comuna de Saint-Aubin-du-Perron.

## Demografía
| Gráfica de evolución demográfica de Le Mesnilbus entre 1831 y 2021 |
|                                                                    |

Los datos demográficos contemplados en este gráfico de la comuna de Le Mesnilbus se han cogido de 1800 a 1999 de la página francesa EHESS/Cassini, y los demás datos de la página del INSEE.